# Мішаель Нгадеу-Нгаджуї
Мішаель Нгадеу-Нгаджуї (фр. Michael Ngadeu-Ngadjui; нар. 23 листопада 1990, Бафанг, Камерун) — камерунський футболіст, захисник китайського клубу «Бейцзін Гоань» і національної збірної Камеруну.

## Клубна кар'єра
У дорослому футболі дебютував 2008 року виступами за команду клубу «Канон Яунде», в якій провів два сезони.
Своєю грою за цю команду привернув увагу представників тренерського штабу клубу «Кірхгердер», до складу якого приєднався 2010 року
2011 року уклав контракт з клубом «Зандгаузен», у складі якого провів наступний рік своєї кар'єри гравця. 
З 2012 року два сезони захищав кольори команди клубу «Нюрнберг» II. Більшість часу, проведеного у складі другої команди «Нюрнберга», був основним гравцем команди.
З 2014 року два сезони захищав кольори команди клубу «Ботошані». Граючи у складі «Ботошані» також здебільшого виходив на поле в основному складі команди.
До складу празької «Славії» приєднався 2016 року. У чеські команді був ключовим гравцем захисної лінії, у сезоні 2018/19 здобув свій другий титул чемпіона Чехії і був визнаний найкращим захисником національної першості країни.
Влітку 2019 року гравець, якого «Славія» свого часу придбала за 500 тисяч євро, перебрався за 4,5 мільйона євро до бельгійського «Гента».

## Виступи за збірну
2016 року дебютував в офіційних матчах у складі національної збірної Камеруну. Наразі провів у формі головної команди країни 9 матчів, забивши 1 гол.
У складі збірної був учасником Кубка африканських націй 2017 року у Габоні та Кубка африканських націй 2019 року у Єгипті.
| Дата       | Місто             | Господарі         | Результат               | Гості             | Турнір                                      | Голи | Примітки |
| ---------- | ----------------- | ----------------- | ----------------------- | ----------------- | ------------------------------------------- | ---- | -------- |
| 3-9-2016   | Яунде             | Камерун           | 2 – 0                   | Гамбія            | Відбір до Кубка африканських націй 2017     | -    |          |
| 6-9-2016   | Лімбе             | Камерун           | 2 – 1                   | Габон             | товариський матч                            | -    | 88'      |
| 9-10-2016  | Бліда             | Алжир             | 1 – 1                   | Камерун           | Відбір до ЧС 2018                           | -    | 36'      |
| 12-11-2016 | Яунде             | Камерун           | 1 – 1                   | Замбія            | Відбір до ЧС 2018                           | -    |          |
| 5-1-2017   | Яунде             | Камерун           | 2 – 0                   | ДР Конго          | товариський матч                            | -    | 77'      |
| 10-1-2017  | Яунде             | Камерун           | 1 – 1                   | Зімбабве          | товариський матч                            | -    | 46'      |
| 14-1-2017  | Лібревіль         | Буркіна-Фасо      | 1 – 1                   | Камерун           | Кубок африканських націй 2017 - 1-й етап    | -    | 89'      |
| 18-1-2017  | Лібревіль         | Камерун           | 2 – 1                   | Гвінея-Бісау      | Кубок африканських націй 2017 - 1-й етап    | 1    |          |
| 22-1-2017  | Лібревіль         | Камерун           | 0 – 0                   | Габон             | Кубок африканських націй 2017 - 1-й етап    | -    |          |
| 28-1-2017  | Лібревіль         | Сенегал           | 0 – 0 д.ч. (4 – 5 п.п.) | Камерун           | Кубок африканських націй 2017 - чвертьфінал | -    |          |
| 2-2-2017   | Франсвіль         | Камерун           | 2 – 0                   | Гана              | Кубок африканських націй 2017 - півфінал    | 1    |          |
| 5-2-2017   | Лібревіль         | Єгипет            | 1 – 2                   | Камерун           | Кубок африканських націй 2017 - Фінал       | -    |          |
| 24-3-2017  | Радес             | Туніс             | 0 – 1                   | Камерун           | товариський матч                            | -    |          |
| 28-3-2017  | Брюссель          | Камерун           | 1 – 2                   | Гвінея            | товариський матч                            | -    |          |
| 10-6-2017  | Яунде             | Камерун           | 1 – 0                   | Марокко           | Відбір до Кубка африканських націй 2019     | -    |          |
| 18-6-2017  | Москва            | Камерун           | 0 – 2                   | Чилі              | Кубок Конфедерацій                          | -    |          |
| 22-6-2017  | Санкт-Петербург   | Камерун           | 1 – 1                   | Австралія         | Кубок Конфедерацій                          | -    |          |
| 25-6-2017  | Сочі              | Німеччина         | 3 – 1                   | Камерун           | Кубок Конфедерацій                          | -    |          |
| 1-9-2017   | Уйо               | Нігерія           | 4 – 0                   | Камерун           | Відбір до ЧС 2018                           | -    | 23'      |
| 7-10-2017  | Яунде             | Камерун           | 2 – 0                   | Алжир             | Відбір до ЧС 2018                           | -    |          |
| 11-11-2017 | Ндола             | Замбія            | 2 – 2                   | Камерун           | Відбір до ЧС 2018                           | -    |          |
| 25-3-2018  | Ель-Кувейт        | Кувейт            | 1 – 3                   | Камерун           | товариський матч                            | -    | 46'      |
| 8-9-2018   | Міцаміулі         | Коморські Острови | 1 – 1                   | Камерун           | Відбір до Кубка африканських націй 2019     | -    |          |
| 12-10-2018 | Яунде             | Камерун           | 1 – 0                   | Малаві            | Відбір до Кубка африканських націй 2019     | -    | 68'      |
| 16-11-2018 | Касабланка        | Марокко           | 2 – 0                   | Камерун           | Відбір до Кубка африканських націй 2019     | -    |          |
| 23-3-2019  | Яунде             | Камерун           | 3 – 0                   | Коморські Острови | Відбір до Кубка африканських націй 2019     | -    |          |
| 14-6-2019  | Ель-Вакра (місто) | Камерун           | 1 – 1                   | Малі              | товариський матч                            | -    | 61'      |
| 25-6-2019  | Ісмаїлія          | Камерун           | 2 – 0                   | Гвінея-Бісау      | Кубок африканських націй 2019 - 1-й етап    | -    | 78'      |
| 29-6-2019  | Ісмаїлія          | Камерун           | 0 – 0                   | Гана              | Кубок африканських націй 2019 - 1-й етап    | -    |          |
| 2-7-2019   | Ісмаїлія          | Бенін             | 0 – 0                   | Камерун           | Кубок африканських націй 2019 - 1-й етап    | -    |          |
| 6-7-2019   | Александрія       | Нігерія           | 3 – 2                   | Камерун           | Кубок африканських націй 2019 - 1/8 фіналу  | -    |          |
| 12-10-2019 | Радес             | Туніс             | 0 – 0                   | Камерун           | товариський матч                            | -    | 67'      |
| Усього     |                   | Матчів            | 32                      |                   | Голів                                       | 2    |          |

## Досягнення
- Чемпіон Чехії (2):

«Славія» (Прага): 2016-17, 2018–19
- Володар Кубка Чехії (2):

«Славія» (Прага): 2017-18, 2018–19
- Володар Кубка Бельгії (1):

«Гент»: 2021-22
- Чемпіон Африки: 2017
- Бронзовий призер Кубка африканських націй: 2021